# Réhabilitation en droit français
La réhabilitation est une forme de pardon introduite en France sous la IIIe République. Elle permet à une personne condamnée pénalement de ne plus se voir opposer sa condamnation et d'être rétablie dans tous ses droits.
La réhabilitation ne doit pas être confondue avec la révision qui pemet d’innocenter un coupable injustement condamné.
La réhabilitation constitue, selon la Cour de cassation, « une mesure de bienveillance instituée par la loi en faveur des individus qui, après avoir été condamnés et avoir subi leur peine ou avoir satisfait aux conditions du décret de grâce qui les en a dispensés, se sont rendus dignes, par les gages d’amendement qu’ils ont donnés pendant le délai d’épreuve, d’être replacés dans l’intégralité de leur état ancien ».
La réhabilitation produit les mêmes effets que ceux de l’amnistie. Elle efface toutes les incapacités et déchéances qui résultent de la condamnation, et il est interdit à une personne qui a connaissance de la condamnation ou de la sanction « dans l'exercice de ses fonctions » de rappeler celle-ci.
Depuis la la loi du 5 mars 2007 relative à la prévention de la délinquance, le Code pénal prévoit que « la réhabilitation n’interdit pas la prise en compte de la condamnation, par les seules autorités judiciaires, en cas de nouvelles poursuites, pour l’application des règles de la récidive légale », ce qui réduit la portée de la réhabilitation.
Il y a plusieurs formes de réhabilitation.

## Réhabilitation de plein droit
La réhabilitation est acquise de plein droit à la personne physique condamnée qui n'a, dans les délais ci-après déterminés, subi aucune condamnation nouvelle à une peine criminelle ou correctionnelle :
- 10 ans après la condamnation pour les peines de moins de 10 ans.
- 5 ans après la condamnation pour les peines de moins de 1 an.
- 3 ans après la condamnation pour les autres peines (amendes)[5].

La réhabilitation a pour effet d’effacer la condamnation des bulletins no 2 et no 3 du casier judiciaire.

## Réhabilitation judiciaire
La réhabilitation judiciaire, prononcée par une chambre de l'instruction d’une cour d'appel, qui résulte d'une demande pour abréger le délai de réhabilitation automatique ou lorsque celle-ci n'intervient pas, par exemple après des peines de plus de 10 ans. 
Pour la réhabilitation judiciaire, le degré d’exigence de réinsertion est logiquement supérieur à celui qui est attendu du condamné à une peine privative de liberté sollicitant un aménagement de peine, par exemple. Il est en effet attendu un progrès significatif par rapport à la situation d’origine et des efforts continus (par exemple : un emploi, une formation, un parcours qualifiant, un ou des diplômes, stabilité familiale, etc.). Les juges sont tenus de s’expliquer sur la conduite du condamné depuis sa condamnation.
La réhabilitation a pour effet d’effacer la condamnation des bulletins no 2 et no 3 du casier judiciaire et, si l’arrêt l’ordonne, du bulletin no 1.